# Nhung Hong
Nhung Hong (* 2002 in Hanoi, Vietnam) ist eine deutsche Schauspielerin.

## Leben
Nhung Hong wurde in Vietnam geboren und ist im Alter von zwei Jahren nach Deutschland gezogen. Dort ist sie in der mecklenburg-vorpommerschen Stadt Anklam aufgewachsen. Mit acht Jahren ist sie dem Fritz-Reuter-Ensemble beigetreten, wo sie erste Erfahrungen in Tanz, Artistik und Schauspielerei sammelte. 2020 hat sie am Anklamer Lilienthal-Gymnasium ihr Abitur abgelegt. Mit ihrem Abiturdurchschnitt von 1,4, wollte Nhung Hong zunächst Medizinische Physik studieren.
Zur Schauspielerei kam Nhung Hong über ihren Exfreund Ole Koehler, durch den sie mit den Kreisen der Film- und Fernsehwelt in Berührung kam, was ihr direkt nach dem Abitur ein Angebot einbrachte. So sammelte sie ihre ersten schauspielerischen Erfahrungen bei den Dreharbeiten zu der preisgekrönten Serie Druck, in der sie seit Staffel 5 die Rolle der Kieu My Vu spielt. Seitdem erhielt sie mehrere Rollenangebote in deutschen Film- und Fernsehproduktionen, unter anderem in dem Weihnachtsfilm Ein Taxi zur Bescherung. 2025 spielte sie in Mädchen Mädchen erstmals in einen Kinofilm mit, wenig später übernahm sie eine Rolle in dem Film Zweigstelle.
Nhung Hong lebt in Berlin.

## Filmografie
- 2020–2022: Druck (Web- und Fernsehserie, 28 Folgen)
- 2022: Notruf Hafenkante (Fernsehserie, Folge Hoch zu Ross)
- 2022: Ein Taxi zur Bescherung (Fernsehfilm)
- 2023: Hotel Mondial (Fernsehserie)
- 2023: Der Alte (Fernsehserie, Folge Nur das Beste)
- 2023: Hammerharte Jungs (Fernsehserie)
- 2023: Jenseits der Spree (Fernsehserie, Folge Du bist mein)
- 2023: Großstadtrevier (Fernsehserie, Folge Ehemals beste Freunde)
- 2024: Reset – Wie weit willst du gehen? (Fernsehserie)
- 2024: Kanzlei Liebling Kreuzberg (Fernsehfilm)
- 2024: Der Kommissar und der See – In besseren Kreisen (Fernsehreihe)
- 2025: Nord bei Nordwest – Fette Ente mit Pilzen (Fernsehreihe)
- 2025: WaPo Duisburg (Fernsehserie, Folge Grüner Protest)
- 2025: Mädchen Mädchen
- 2025: Zweigstelle
- 2025: Doppelhaushälfte (Folge: Tausend Mal berührt)